# Гавриші
Гавриші́ — селище сільського типу у Богодухівській міській громаді Богодухівського району Харківської області України.

## Географія
Селище Гавриші розташоване на залізничній лінії Кириківка — Люботин, за 2 км від станції Гавриші.

## Історія
Село засноване 1794 року.
У 1943 році відбувалися бойові дії на Богодухівському напрямку в ході битви на Курській дузі. 
12 червня 2020 року, відповідно до розпорядження Кабінету Міністрів України № 725-р «Про визначення адміністративних центрів та затвердження територій територіальних громад Харківської області», селище увійшло до Богодухівської міської громади.
19 липня 2020 року, в результаті адміністративно-територіальної реформи та ліквідації Богодухівського району (1923—2020), селище увійшло до складу новоутвореного Богодухівського району Харківської області.

## Соціальна сфера
- «Ластівка», табір для дітей-сиріт з вадами слуху.

## Сухининська сільська рада
- Телефонний код: 05758